# Oshikango
Oshikango   este un oraș  în  Namibia. Este reședința  regiunii Ohangwena.